# Saint-Julien (Vosges)
Pour les articles homonymes, voir Saint-Julien.
Saint-Julien est une commune française située dans le département des Vosges en région Grand Est.

## Géographie

### Localisation
La commune est à 4,5 km de Godoncourt, 9,1 de Serécourt, 15,9 de Bourbonne-les-Bains, 26,6 de Contrexéville et 30 de Vittel.
Le territoire de la commune est limitrophe de ceux de sept communes :
| Tignécourt  |              | Bleurville           |
| Fouchecourt | Saint-Julien | Monthureux-sur-Saône |
| Les Thons   | Fignévelle   | Godoncourt           |

### Géologie et relief
Hydrogéologie et climatologie : Système d’information pour la gestion des eaux souterraines du bassin Rhin-Meuse :
Territoire communal : Occupation du sol (Corinne Land Cover); Cours d'eau (BD Carthage),
Géologie : Carte géologique; Coupes géologiques et techniques,
 Hydrogéologie : Masses d'eau souterraine; BD Lisa; Cartes piézométriques.

### Hydrographie

#### Réseau hydrographique
La commune est située dans le bassin versant de la Saône au sein du bassin Rhône-Méditerranée-Corse. Elle est drainée par la Saône, le ruisseau de la Sâle, le fossé Sauvage et le ruisseau de Bolinvaux.
La Saône prend sa source à Vioménil au pied du Ménamont, au sud des monts Faucilles à 405 m d'altitude. Elle conflue avec le Rhône à Lyon, à l'altitude de 163 mètres après avoir traversé le val de Saône.
Le ruisseau de la Sâle, d'une longueur totale de 10,6 km, prend sa source dans la commune de Frain et se jette dans la Saône sur le territoire communal, face à Godoncourt, après avoir traversé trois communes.

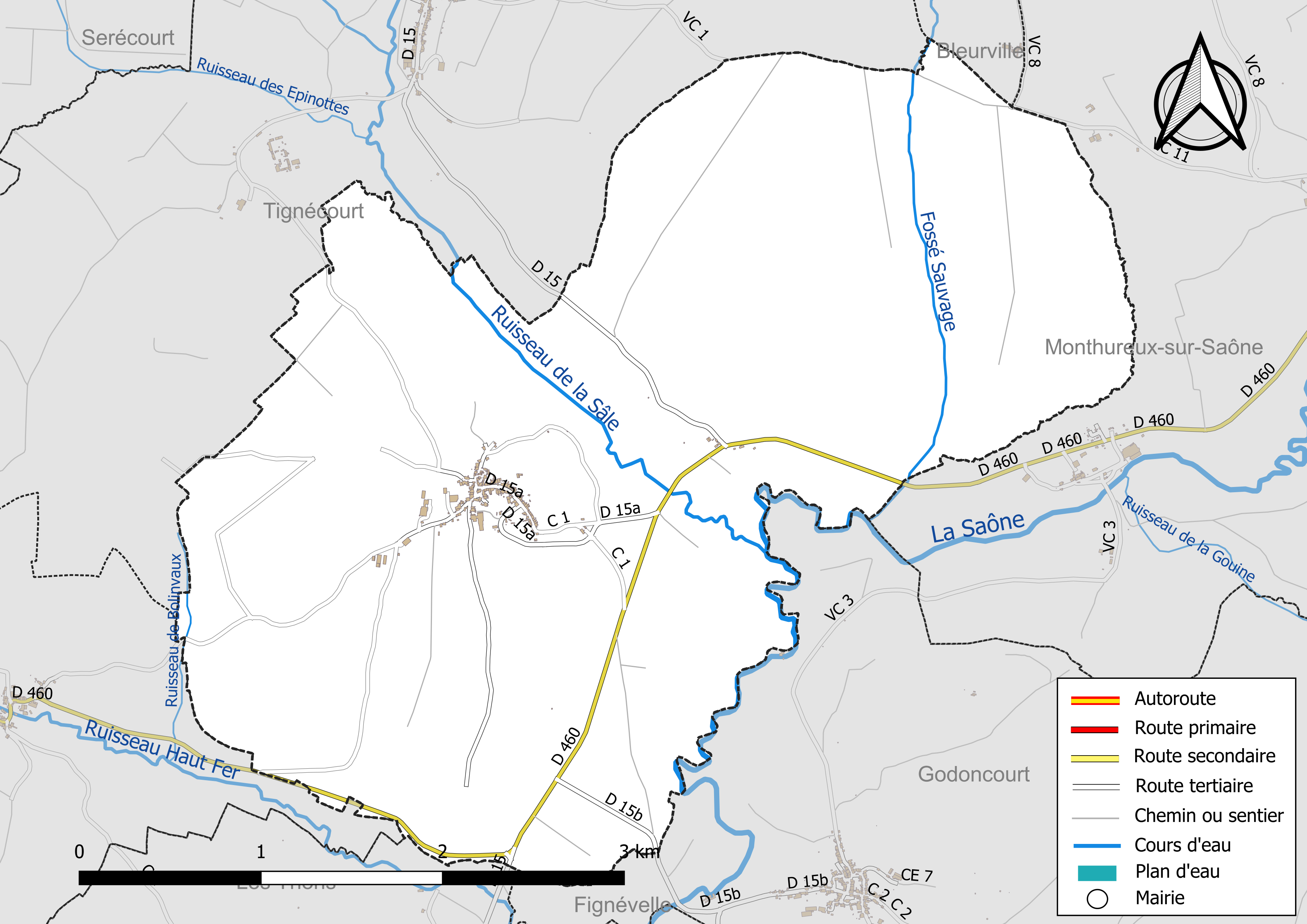
Réseaux hydrographique et routier de Saint-Julien.

#### Gestion et qualité des eaux
Le territoire communal est couvert par le schéma d'aménagement et de gestion des eaux (SAGE) « Nappe des Grès du Trias Inférieur ». Ce document de planification, dont le territoire comprend le périmètre de la zone de répartition des eaux de la nappe des Grès du trias inférieur (GTI), d'une superficie de 1 497 km2, est en cours d'élaboration. L’objectif poursuivi est de stabiliser les niveaux piézométriques de la nappe des GTI et atteindre l'équilibre entre les prélèvements et la capacité de recharge de la nappe. Il doit être cohérent avec les objectifs de qualité définis dans les SDAGE Rhin-Meuse et Rhône-Méditerranée. La structure porteuse de l'élaboration et de la mise en œuvre est le conseil départemental des Vosges.
La qualité des eaux des cours d’eau peut être consultée sur un site dédié géré par les agences de l’eau et l’Agence française pour la biodiversité.

### Climat
Pour des articles plus généraux, voir Climat du Grand Est et Climat des Vosges.
En 2010, le climat de la commune est de type climat des marges montargnardes, selon une étude du Centre national de la recherche scientifique s'appuyant sur une série de données couvrant la période 1971-2000. En 2020, Météo-France publie une typologie des climats de la France métropolitaine dans laquelle la commune est exposée à un climat océanique altéré et est dans la région climatique  Lorraine, plateau de Langres, Morvan, caractérisée par un hiver rude (1,5 °C), des vents modérés et des brouillards fréquents en automne et hiver. 
Pour la période 1971-2000, la température annuelle moyenne est de 10,1 °C, avec une amplitude thermique annuelle de 17 °C. Le cumul annuel moyen de précipitations est de 984 mm, avec 13,2 jours de précipitations en janvier et 9,7 jours en juillet. Pour la période 1991-2020, la température moyenne annuelle observée sur la station météorologique de Météo-France la plus proche, « Lignéville », sur la commune de Lignéville à 17 km à vol d'oiseau, est de 10,3 °C et le cumul annuel moyen de précipitations est de 856,3 mm. 
La température maximale relevée sur cette station est de 38,7 °C, atteinte le 25 juillet 2019 ; la température minimale est de −17,5 °C, atteinte le 20 décembre 2009,,. 
Les paramètres climatiques de la commune ont été estimés pour le milieu du siècle (2041-2070) selon différents scénarios d'émission de gaz à effet de serre à partir des nouvelles projections climatiques de référence DRIAS-2020. Ils sont consultables sur un site dédié publié par Météo-France en novembre 2022.

## Urbanisme

### Typologie
Au 1er janvier 2024, Saint-Julien est catégorisée commune rurale à habitat dispersé, selon la nouvelle grille communale de densité à sept niveaux définie par l'Insee en 2022.
Elle est située hors unité urbaine et hors attraction des villes,.

### Occupation des sols
L'occupation des sols de la commune, telle qu'elle ressort de la base de données européenne d’occupation biophysique des sols Corine Land Cover (CLC), est marquée par l'importance des territoires agricoles (63,3 % en 2018), une proportion sensiblement équivalente à celle de 1990 (63,7 %). La répartition détaillée en 2018 est la suivante : 
forêts (33,7 %), prairies (31,3 %), terres arables (18,1 %), zones agricoles hétérogènes (14 %), milieux à végétation arbustive et/ou herbacée (3 %). L'évolution de l’occupation des sols de la commune et de ses infrastructures peut être observée sur les différentes représentations cartographiques du territoire : la carte de Cassini (XVIIIe siècle), la carte d'état-major (1820-1866) et les cartes ou photos aériennes de l'IGN pour la période actuelle (1950 à aujourd'hui).

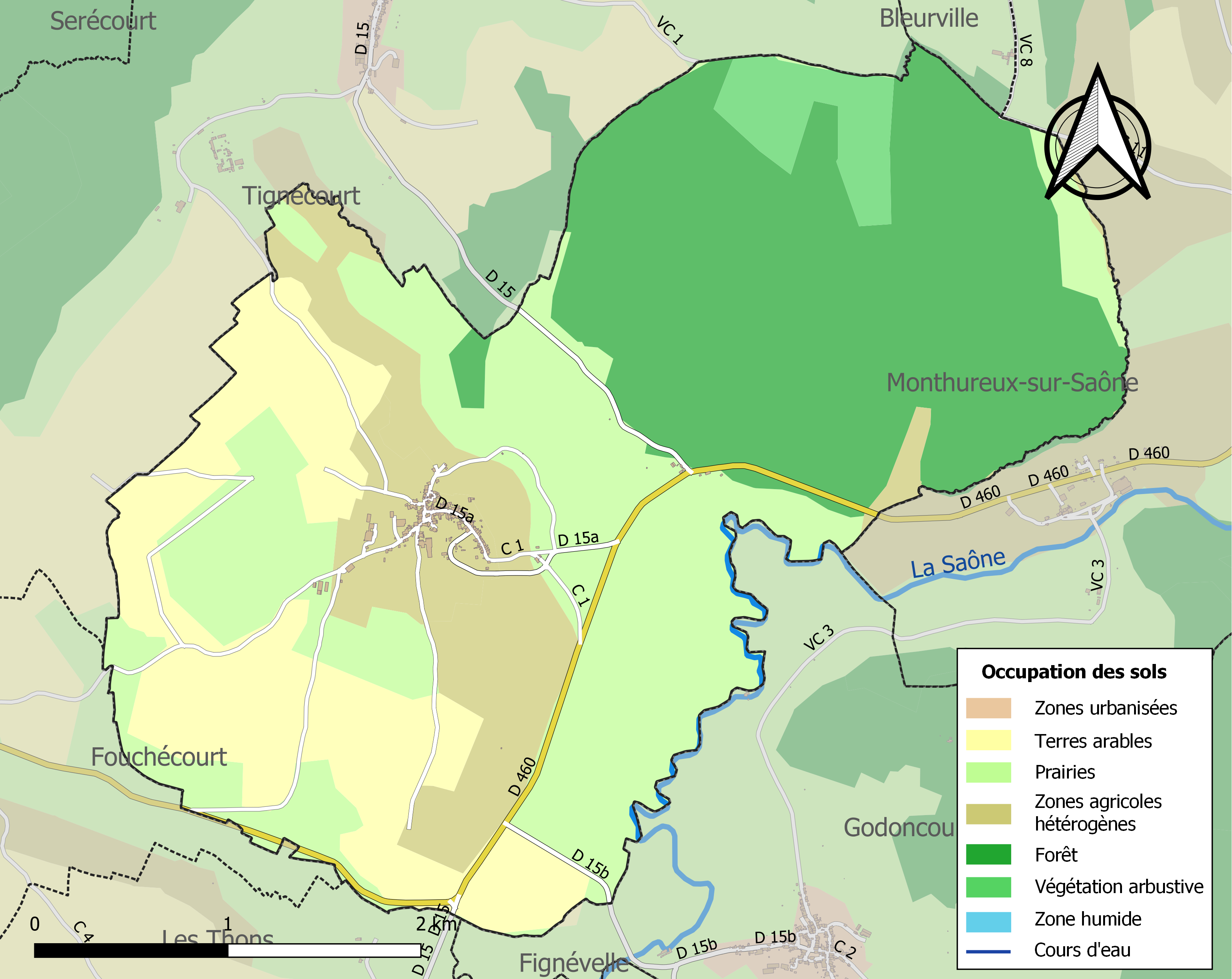
Carte des infrastructures et de l'occupation des sols de la commune en 2018 (CLC).

### Voies de communications et transports

#### Voies routières
- A31 aussi appelée autoroute de Lorraine-Bourgogne : Échangeurs Robécourt, Bulgnéville.
- D 15 vers Serécourt[18].
- D 460 vers Bourbonne-les-Bains.
- D 68 vers Vittel.

#### Transports en commun
- Fluo Grand Est.

##### SNCF

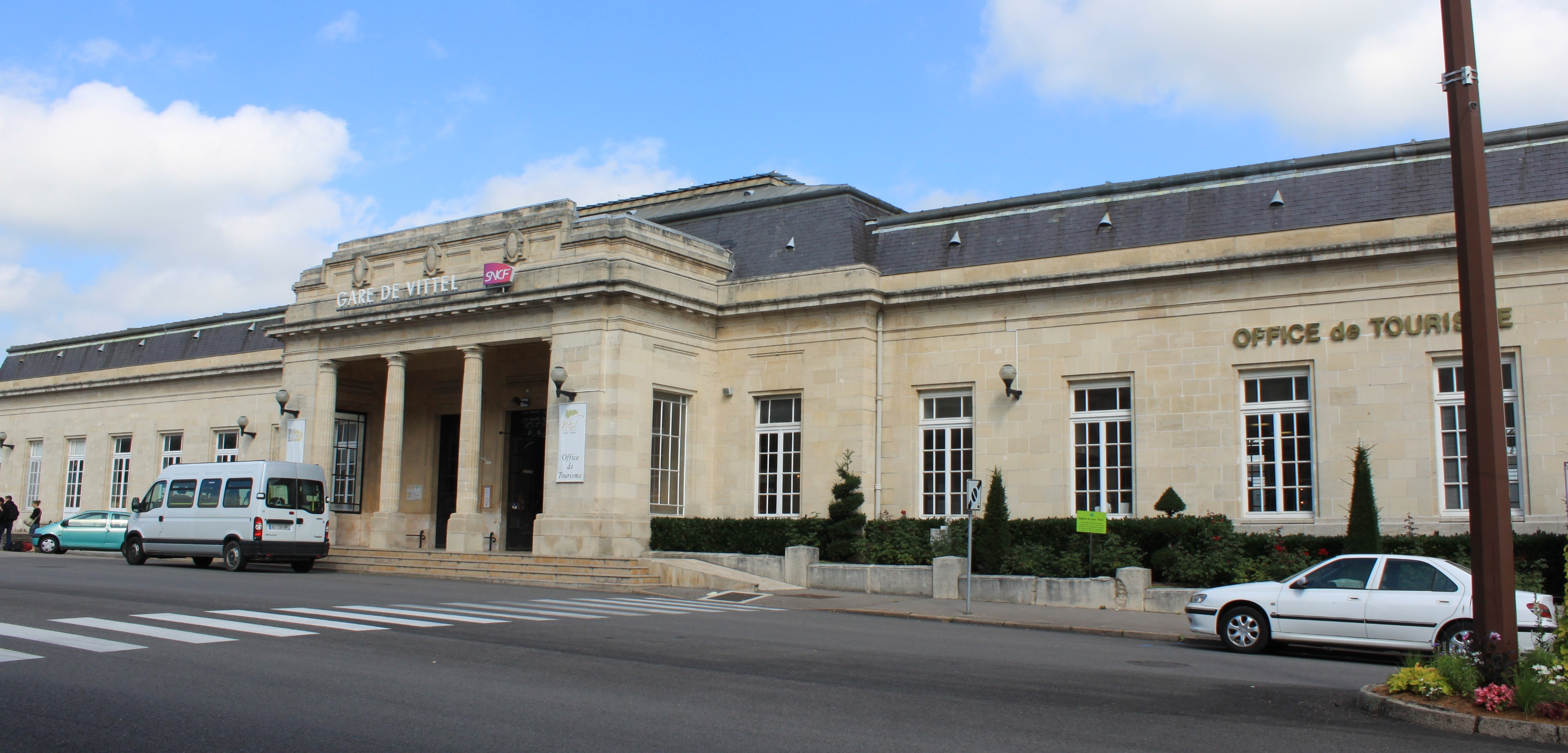
Gare de Vittel.

- Gare de Contrexéville.
- Gare de Vittel.
- Gare de Merrey
- Gare d'Ouges.
- Gare de Bains-les-Bains.

### Risques naturels et technologiques
Commune située dans une zone 2 de sismicité faible.

## Toponymie
Le nom de la localité est attesté sous les formes Ecclesia Sancti Juliani (1161) ; Saint Julien (1256) ; Sains Juliens (1358) ; Sainct Jullien (1490) ; Saint Julian (1570) ; Saint-Julien-sur-Saône,… il est appellé Saint-Julien-en-Bourbonne dans un dénombrement de 1556… (1779).

Saint-Julien est un hagiotoponyme qui fait référence à Julien de Brioude. La basilique Saint-Julien de Brioude est réputée pour être construite sur sa tombe.

## Histoire
Le village comporte plusieurs édifices du XVIe siècle inscrits sur l'Inventaire supplémentaire des monuments historiques.
L'église Saint-Julien-de-Brioude, classée par arrêté du 3 juin 1908, comporte des vitraux des XVe et XVIe sièclesqui, eux, ont été classés par arrêté du 10 octobre 1906. Ils ont été restaurés en 1860 par le verrier Fremotte de Neufchâteau.

## Politique et administration

### Découpage territorial

#### Commune et intercommunalités
Commune membre de la communauté de communes Les Vosges Côté Sud-Ouest.

### Élections municipales et communautaires

#### Liste des maires
| Période                                  | Période                       | Identité       | Étiquette | Qualité |
| ---------------------------------------- | ----------------------------- | -------------- | --------- | ------- |
| Les données manquantes sont à compléter. |                               |                |           |         |
| avant 1988                               | 1989                          | Bruno Luraschi |           |         |
| 1989                                     | mars 2001                     | Gabriel Larché | DVD       |         |
| mars 2001                                | En cours (au 18 février 2015) | Hubert Pothier |           |         |

### Finances communales

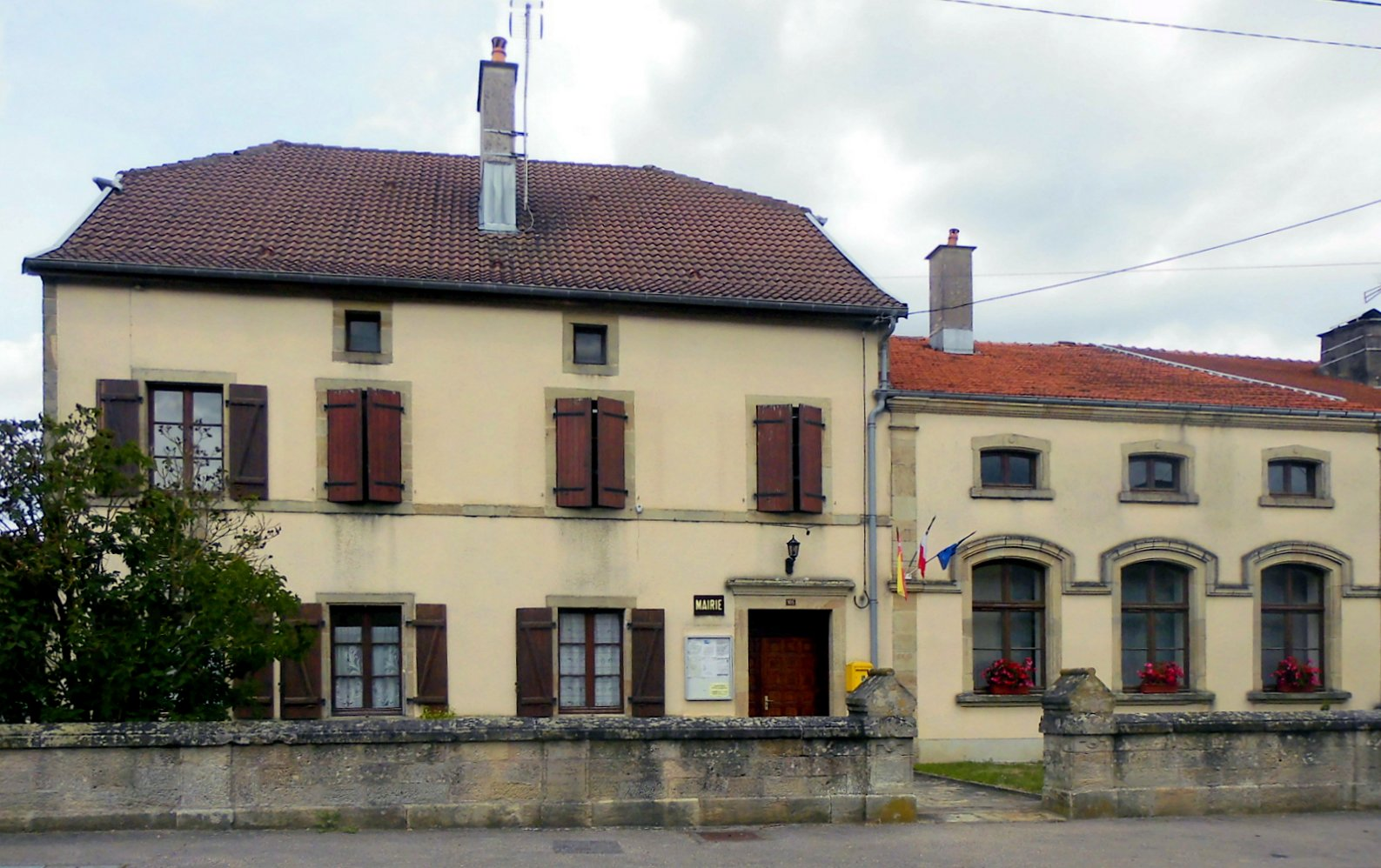
La mairie.

En 2022, le budget de la commune était constitué ainsi :
- total des produits de fonctionnement : 109 000 €, soit 984 € par habitant ;
- total des charges de fonctionnement : 82 000 €, soit 740 € par habitant ;
- total des ressources d’investissement : 21 000 €, soit 185 € par habitant ;
- total des emplois d’investissement : 43 000 €, soit 391 € par habitant.
- endettement : 51 000 €, soit 463 € par habitant.

Avec les taux de fiscalité suivants :
- taxe d’habitation : 15,36 % ;
- taxe foncière sur les propriétés bâties : 35,78 % ;
- taxe foncière sur les propriétés non bâties : 14,68 % ;
- taxe additionnelle à la taxe foncière sur les propriétés non bâties : 0,00 % ;
- cotisation foncière des entreprises : 0,00 %.

Chiffres clés Revenus et pauvreté des ménages en 2020 : Médiane en 2020 du revenu disponible, par unité de consommation : 22 740 €.

## Équipements et services publics

### Enseignement
Établissements d'enseignements :
- Écoles maternelles et primaires à Monthureux-sur-Saône, Isches.
- Collèges à Monthureux-sur-Saône, Lamarche, Martigny-les-Bains, Bourbonne-les-Bains, Contrexéville.
- Lycées à Contrexéville, Mandres-sur-Vair.

### Santé
Professionnels et établissements de santé :
- Médecins à Monthureux-sur-Saône, Mont-lès-Lamarche, Lamarche, Martigny-les-Bains, Passavant-la-Rochère, Corre, Darney, Bourbonne-les-Bains.
- Pharmacies à Monthureux-sur-Saône, Lamarche, Martigny-les-Bains, Passavant-la-Rochère, Corre, Darney.
- Hôpitaux à Lamarche, Vittel, Saint-Rémy, Ville-sur-Illon.

## Population et société

### Démographie

#### Évolution démographique
L'évolution du nombre d'habitants est connue à travers les recensements de la population effectués dans la commune depuis 1793. Pour les communes de moins de 10 000 habitants, une enquête de recensement portant sur toute la population est réalisée tous les cinq ans, les populations de référence des années intermédiaires étant quant à elles estimées par interpolation ou extrapolation. Pour la commune, le premier recensement exhaustif entrant dans le cadre du nouveau dispositif a été réalisé en 2006.

En 2022, la commune comptait 103 habitants, en évolution de −6,36 % par rapport à 2016 (Vosges : −2,96 %, France hors Mayotte : +2,11 %).
| 1793 | 1800 | 1806 | 1821 | 1831 | 1836 | 1841 | 1846 | 1856 |
| ---- | ---- | ---- | ---- | ---- | ---- | ---- | ---- | ---- |
| 526  | 560  | 617  | 541  | 570  | 577  | 563  | 555  | 457  |

| 1861 | 1866 | 1876 | 1881 | 1886 | 1891 | 1896 | 1901 | 1906 |
| ---- | ---- | ---- | ---- | ---- | ---- | ---- | ---- | ---- |
| 474  | 461  | 434  | 407  | 400  | 386  | 373  | 353  | 343  |

| 1911 | 1921 | 1926 | 1931 | 1936 | 1946 | 1954 | 1962 | 1968 |
| ---- | ---- | ---- | ---- | ---- | ---- | ---- | ---- | ---- |
| 305  | 261  | 266  | 270  | 258  | 263  | 232  | 231  | 217  |

| 1975 | 1982 | 1990 | 1999 | 2006 | 2011 | 2016 | 2021 | 2022 |
| ---- | ---- | ---- | ---- | ---- | ---- | ---- | ---- | ---- |
| 203  | 176  | 137  | 146  | 137  | 130  | 110  | 103  | 103  |

### Cultes
- Culte catholique, Paroisse Notre-Dame-de-la-Saône[31] Diocèse de Saint-Dié.

## Économie

### Entreprises et commerces

#### Agriculture
- Élevage de vaches laitières.
- Culture de céréales, de légumineuses et de graines oléagineuses.
- Élevage d'autres bovins et de buffles.
- Culture et élevage associés.

#### Tourisme
- Hébergements et restauration à Les Thons, Isches, Lironcourt, Monthureux-sur-Saône, Bleurville, Serocourt.

#### Commerces
- Commerces et services à Monthureux-sur-Saône, Lamarche, Contrexéville, Bourbonne-les-Bains.

## Culture locale et patrimoine

### Lieux et monuments
- Église Saint-Julien-de-Brioude classée par arrêté du 3 juin 1908[32],[33] et ses superbes vitraux des XVe et XVIe siècles[21],[34] et objets mobiliers, classés ou inscrits au titre des monuments historiques.

Statue Sainte Anne et la Vierge.
Autel, retable, tableau : Saint Nicolas (autel secondaire de saint Nicolas).
Retable, statue Saint Jean-Baptiste.
- Monument aux morts[38] : Conflits commémorés : Guerres de 1914-1918 - 1939-1945.
- Ancienne maison de justice, datée de 1551, inscrite sur l'inventaire supplémentaire des monuments historiques par arrêté du 4 juillet 1929[39].
- Maison Renaissance[40],[41].
- Fermes datées de 1613-1703-1730 et maisons d'ouvrier datables du XVIIIe siècle et du XIXe siècle[42].

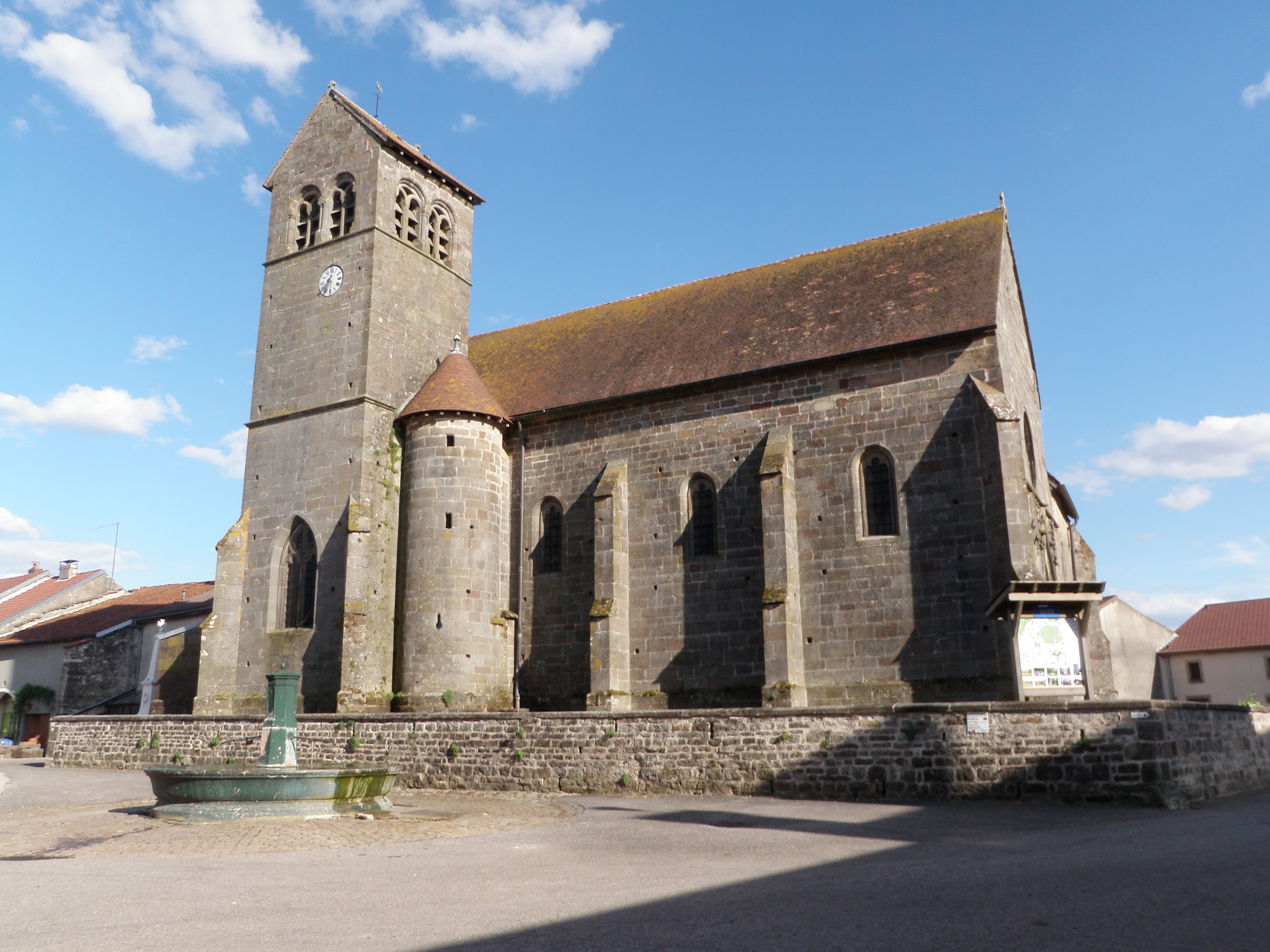
Église Saint-Julien (façade nord).
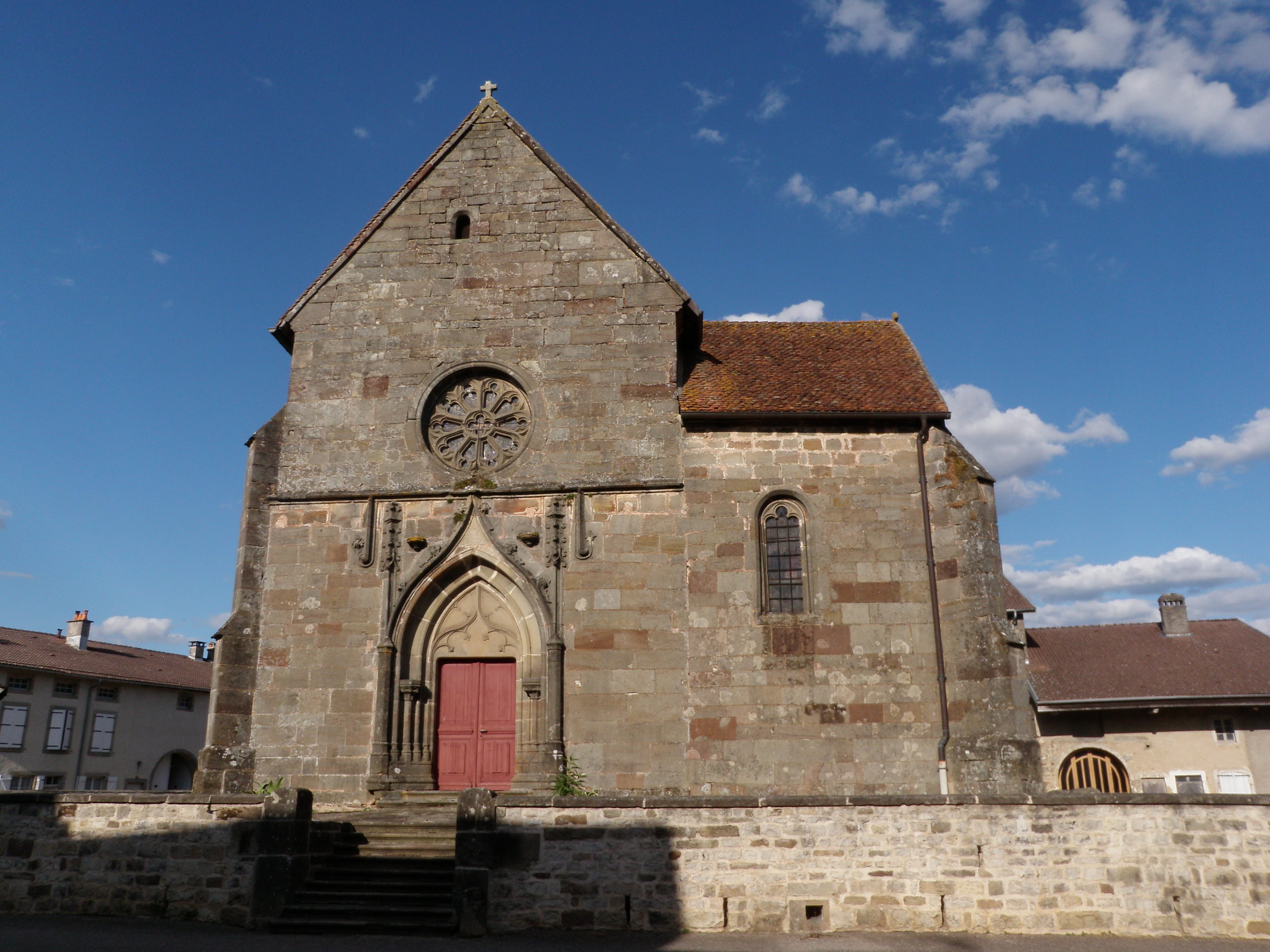
Église Saint-Julien (façade ouest).
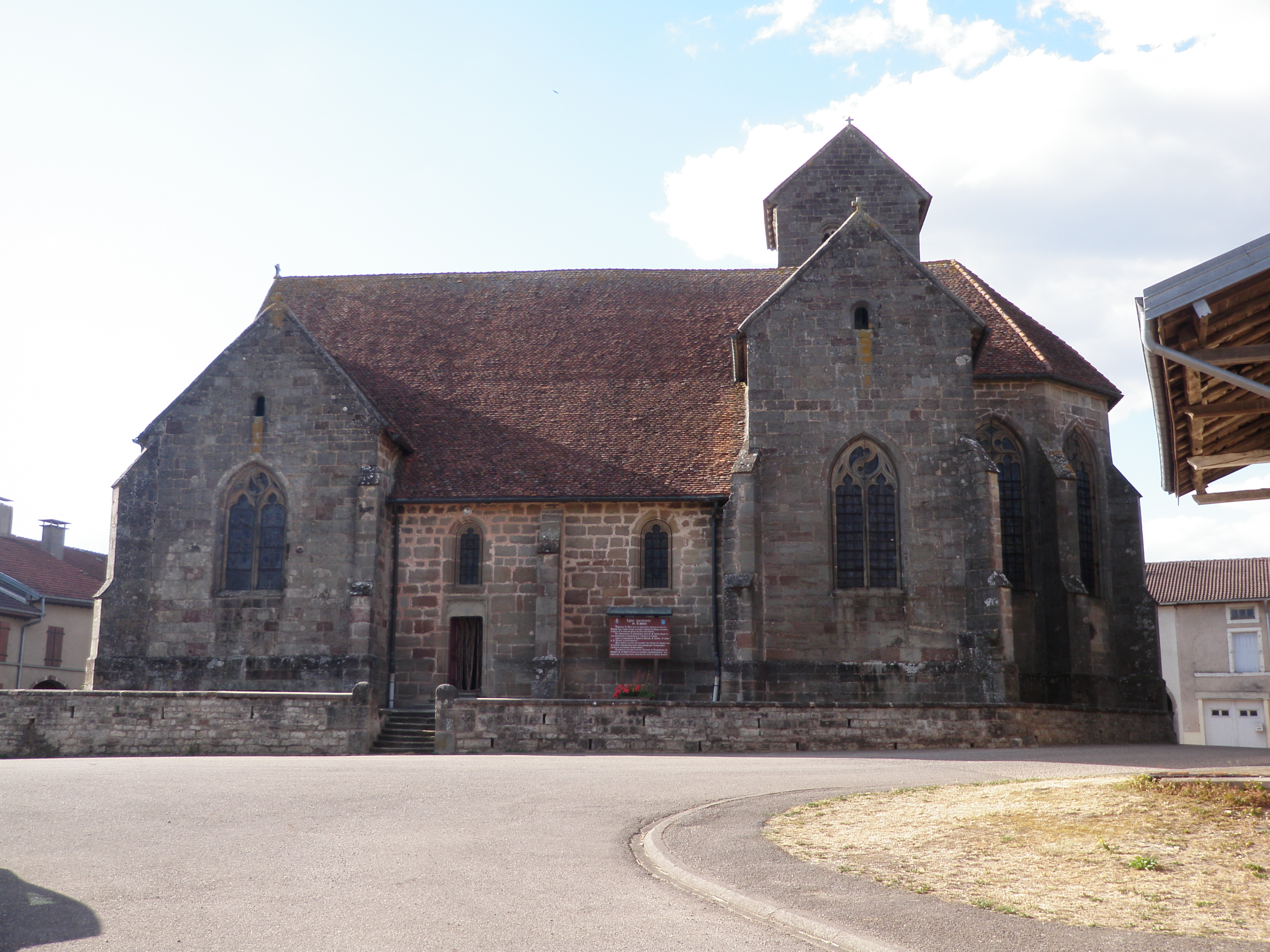
Église Saint-Julien (façade sud).
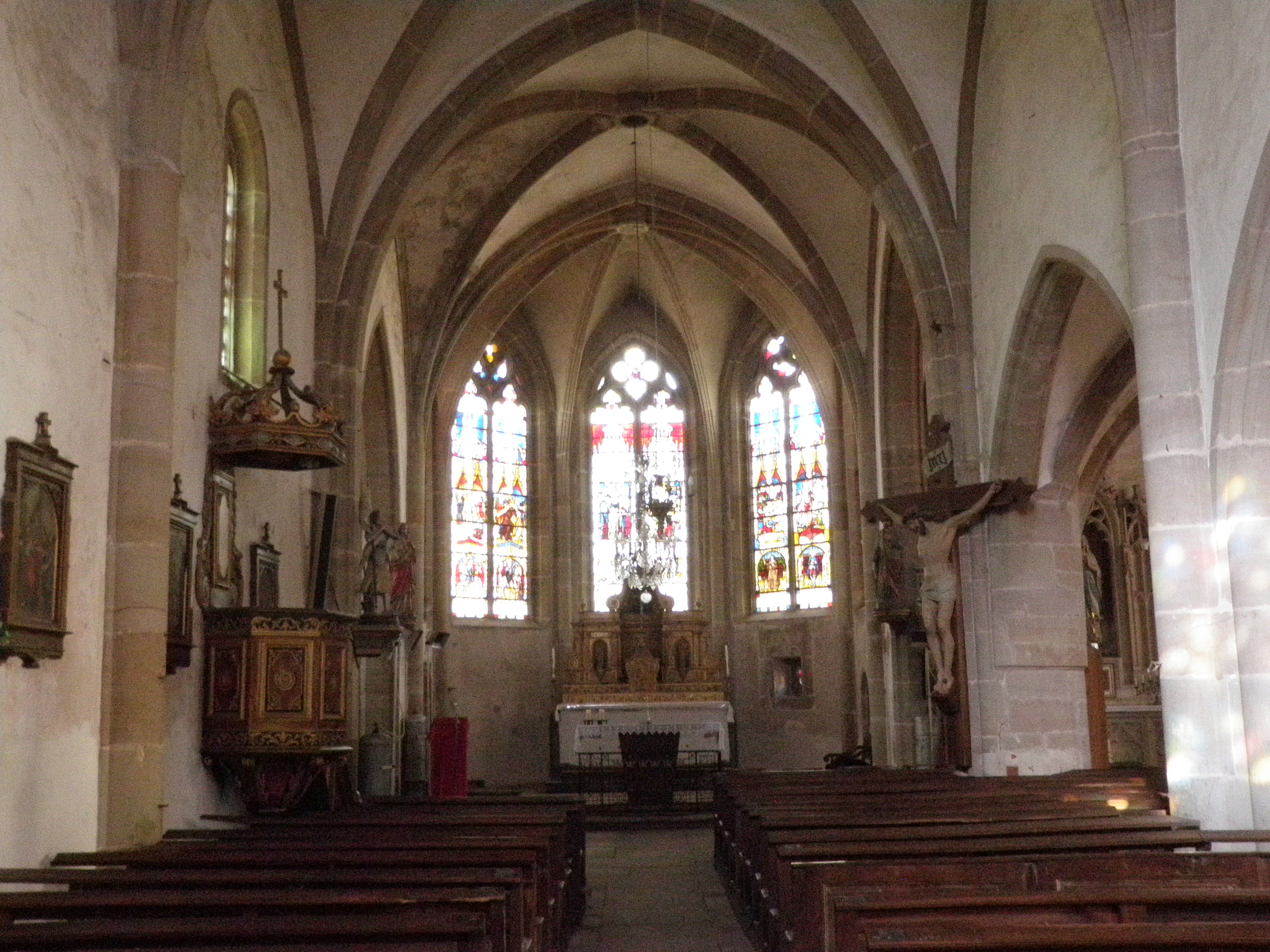
Église Saint-Julien (intérieur).
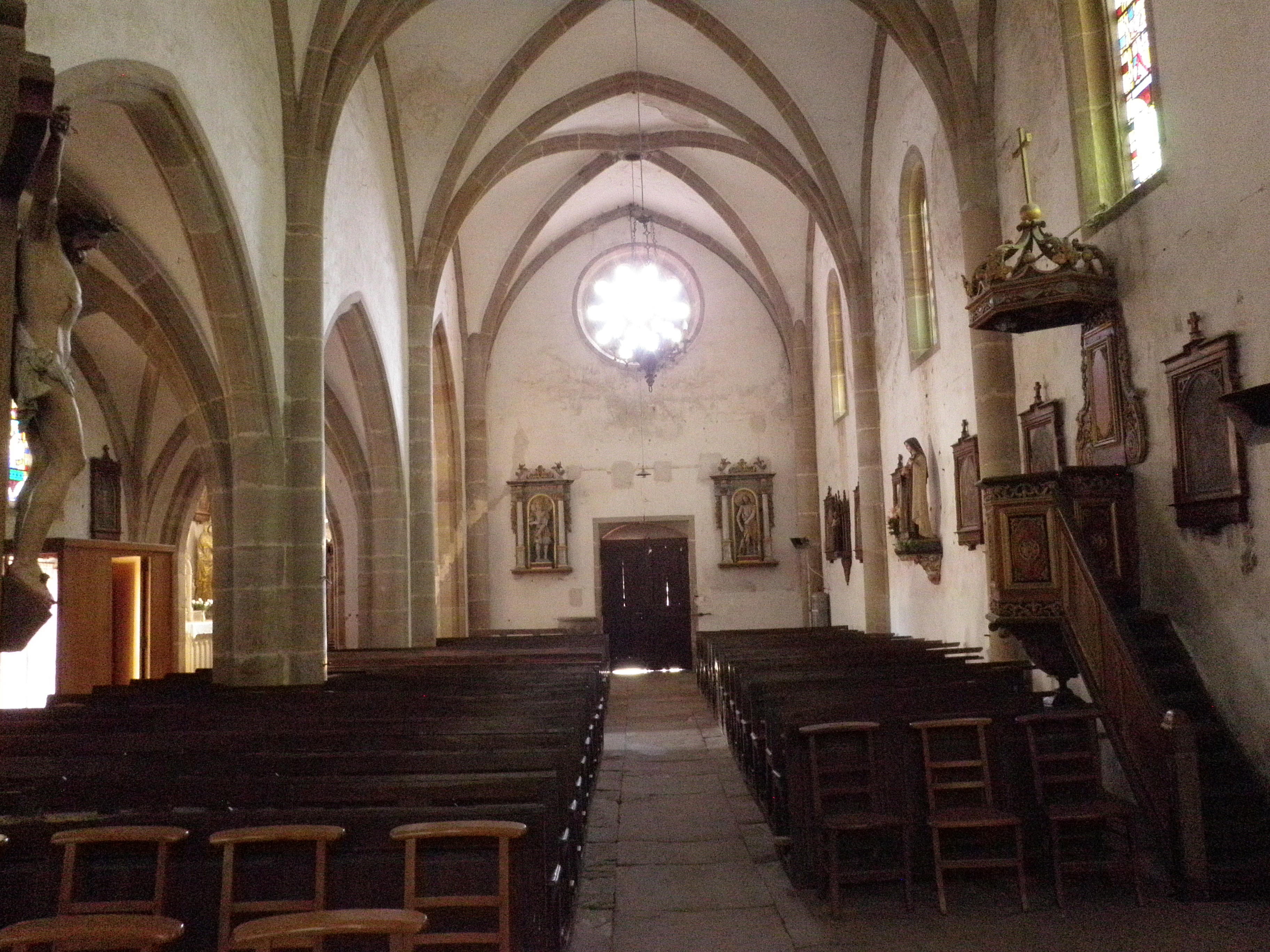
Église Saint-Julien (intérieur).
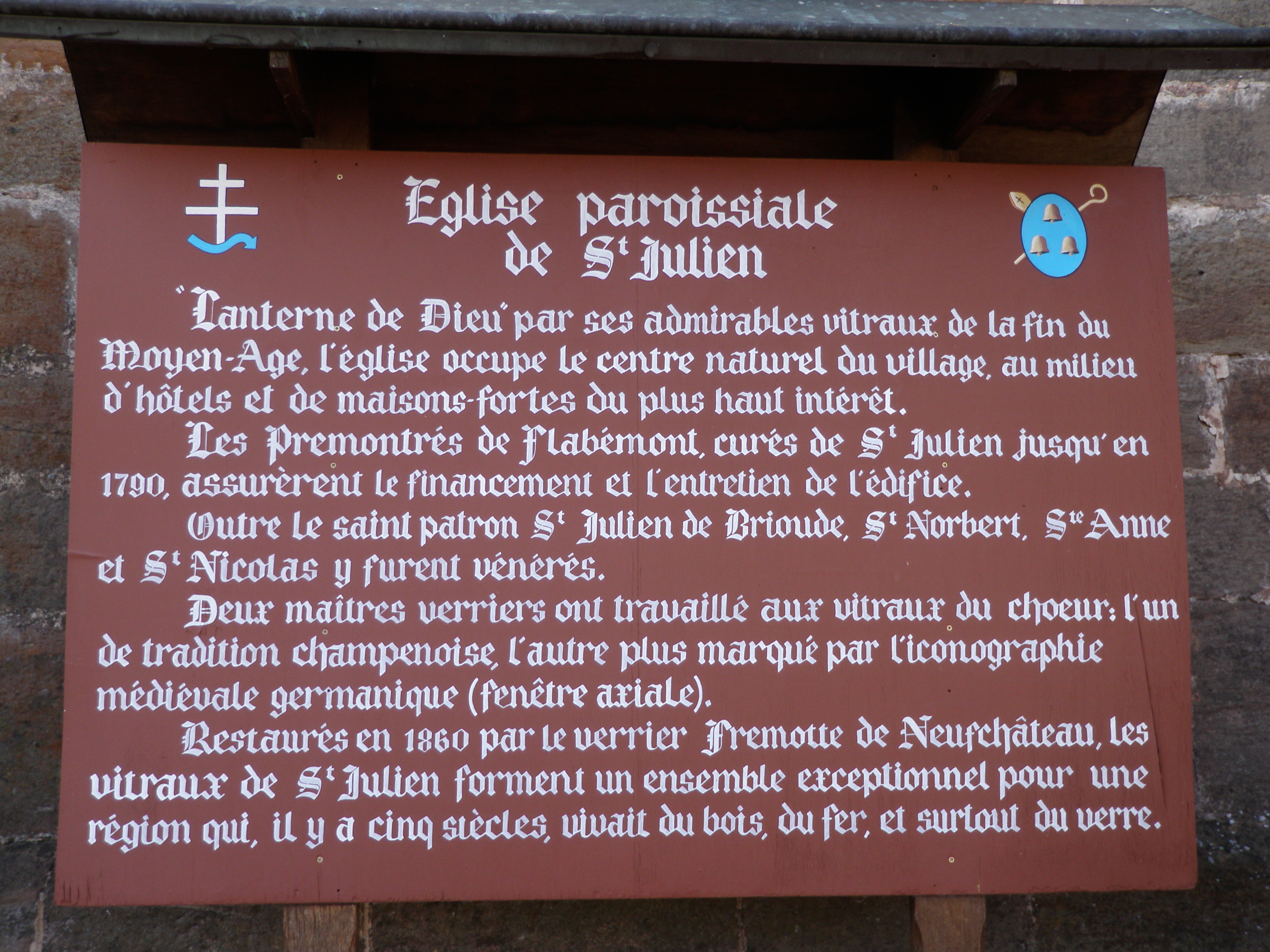
Panneau à l'église Saint-Julien.
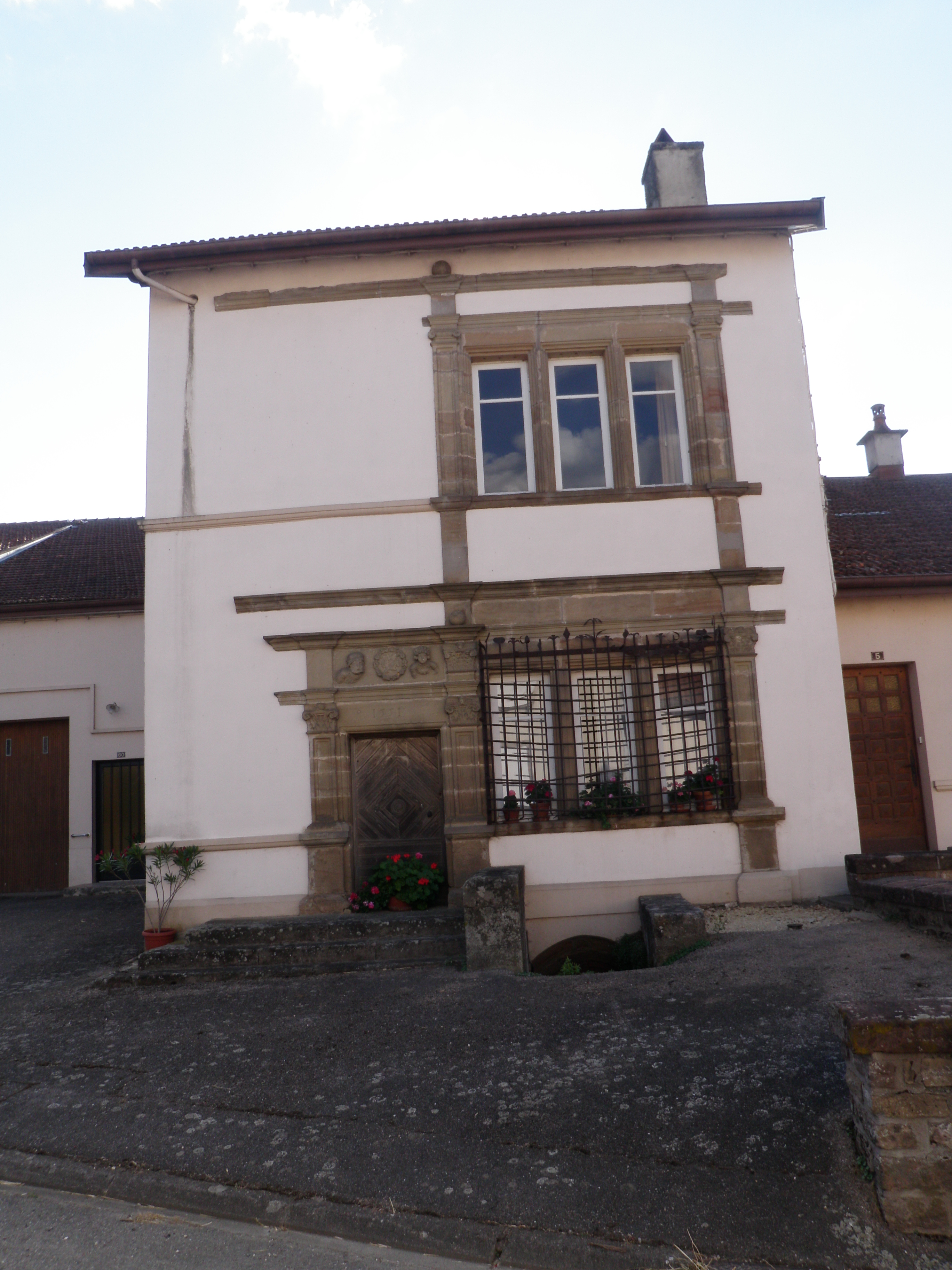
Maison de justice.
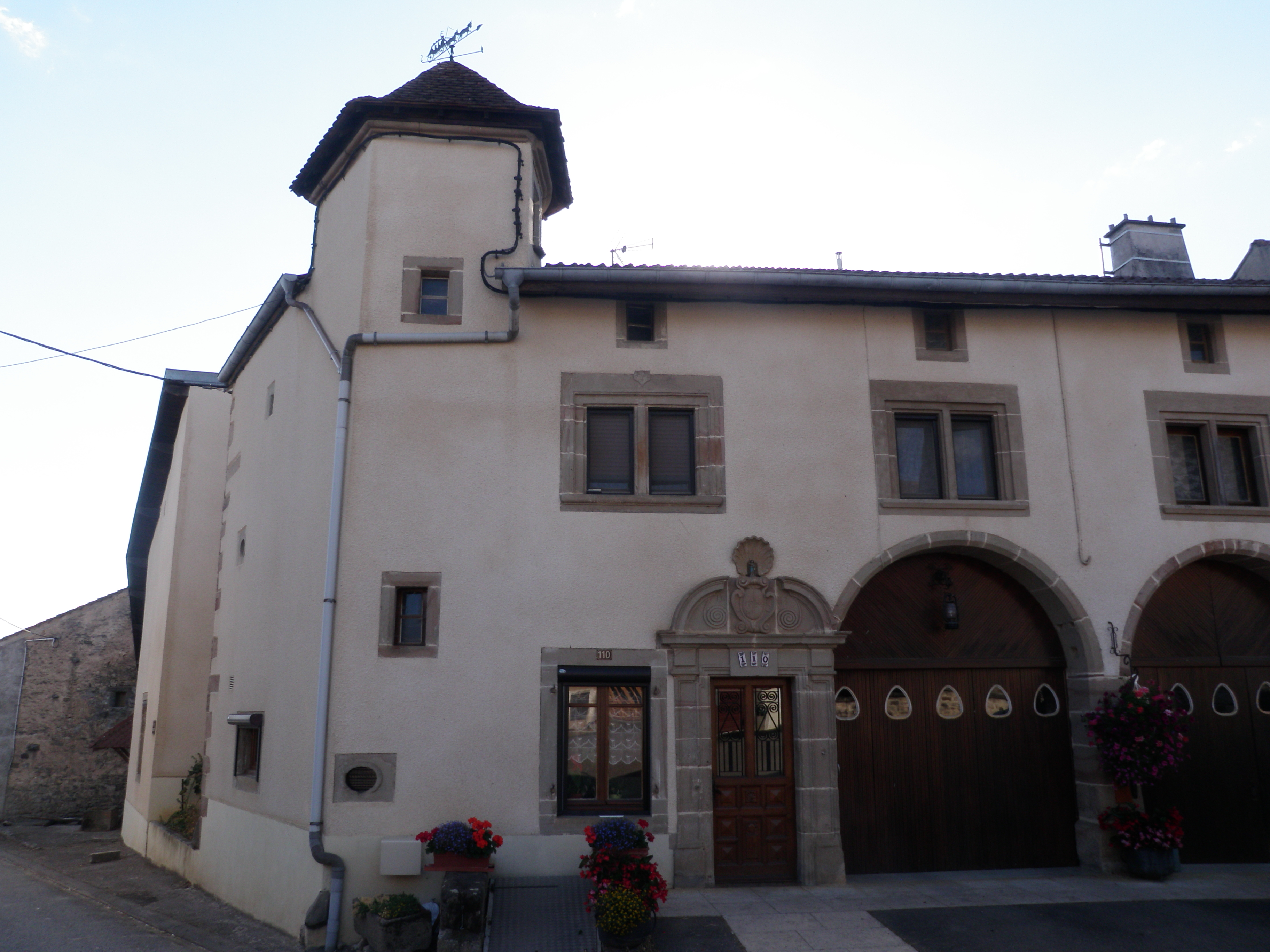
Maison renaissance, 10 place de l'Église.
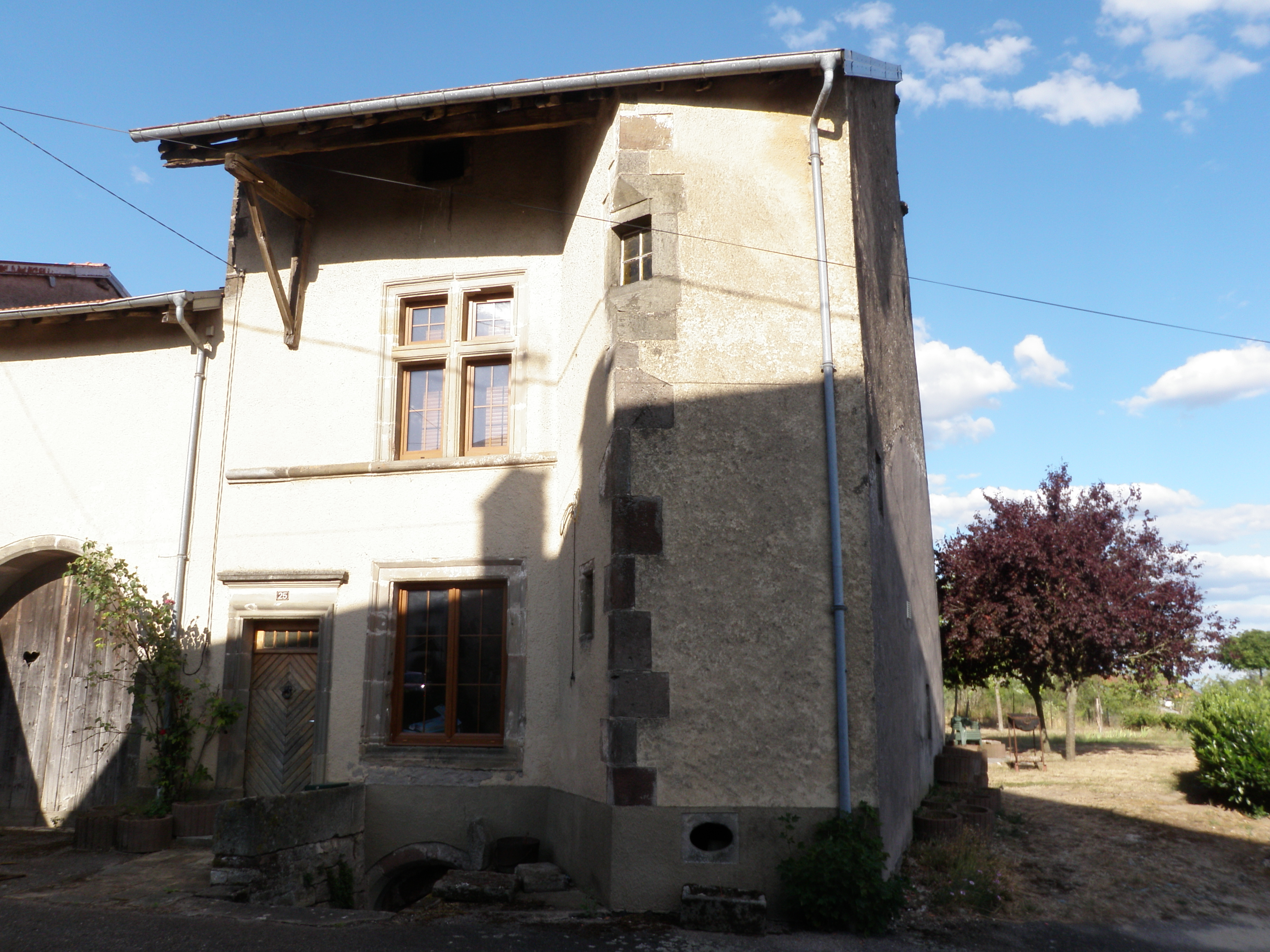
Maison Renaissance, 25 rue Caron.

### Personnalités liées à la commune
- Andrée Gallais, Officier de la légion d'honneur, déportée résistante 39-45[43], née Chardin, le 8 septembre 1898 à Tignecourt, a habité St Julien avec ses parents Paul Libert et Berthe Chardin et y a été en classe[44].

## Pour approfondir